# Balamir
Balamir (bzw. Balamber) war angeblich ein König der Hunnen im 4. Jahrhundert, der von Jordanes als Balamber, rex Hunnorum („König der Hunnen“) erwähnt wird.
Balamir soll mit seinen Reiterheeren nach 370 über die Wolga vorgedrungen sein und das Reich der Alanen an Terek, Kuban und am unteren Don zerschlagen haben. Daraufhin griff er Ermanarichs Greutungenreich an und zwang es nach dessen Tod zu Heeresfolge und Tribut. Später soll er die gotische Prinzessin Waladamarca (bei Jordanes: Vadamerca) geheiratet haben, nachdem er ihren Vater Vinitharius, der gegen ihn rebellierte, getötet hatte. Nach anderen Quellen war sie Ermanarichs Tochter, Jordanes bezeichnet sie als Vinitharius` Nichte.
Als Vadamercas Sohn und Balamirs Nachfolger wird in den bulgarisch-ugrisch-russischen Djagfar Tarihi-(Cäğfär taríxı)-Annalen von ca. 1680, die allerdings nur in einer umstrittenen Abschrift erhalten sind, ein Uldin-Arbat (361–ca. 402/412) aus dem Doulo-Clan (bulgarisch: Дуло) genannt. Nach anderen Quellen ist Uldi-Arbat ein Sohn des Hunnenführers Donatus. All diese späten Angaben sind jedoch sehr zweifelhaft: So beruhen alle zeitgenössischen spätantiken Nachrichten über Donatus auf dem fragmentarisch erhaltenen Bericht des Olympiodoros von Theben, wo Donatus aber nur am Rande knapp erwähnt wird und es zudem unklar bleibt, ob er überhaupt ein hunnischer Anführer war.

## Historizität und Etymologie
Die Historizität Balamirs ist in der Forschung umstritten. Bezweifelt wird auch (so z. B. von Andreas Alföldi), ob in der Zeit zwischen dem Sieg über die Ostgoten und vor Attila überhaupt eine zentrale Königsherrschaft der hunnischen KriegerkoalItion existierte; nach anderen Annahmen war es gerade der Sieg über die Ostgoten, der das Königtum Balamirs begründete. 
Die Namensversion Balamir ist offenbar dem gotischen Valamer (Walamir, altgriechisch: Βαλαμηρ, der Onkel Theoderichs) angeglichen, doch trugen die um 375 nach Westen vorstoßenden Hunnen sicherlich noch keine gotischen Namen. Dies war erst später der Fall. Es wird daher erörtert, ob die Goten ihre Niederlage in Südrussland nur mit einer Person mit gotischem Namen assoziieren wollten, was Edward A. Thompson vermutete, möglicherweise um zu vertuschen, dass sie von Hunnen unterworfen wurden. Gegen die Herleitung des Namens aus solcher Mythenbildung beziehungsweise gegen eine reine Namensfiktion spricht die später von Jordanes überlieferte Namensversion Balamber, die auf den iranischen Namen Balimber (iranisch: بالا bala, „hoch“) zurückgeht. Auch Karl Müllenhoff schloss eine germanische Herkunft des Namens Balamer aus. Der auf türkische Quellen spezialisierte Mediävist Omeljan Pritsak hält den Namen für mongolisch: Balamur, abgeleitet aus bal+mur bzw. mut (Plurativ), „der Größte unter den Mutigen, Wilden“; die iranische Form wäre demnach sekundär entstanden. Bal ist jedenfalls ein bei vielen mongolischen und Turkvölkern häufig vorkommender Namensbestandteil bzw. Bestandteil einer Stammesbezeichnung.

## Weiterer Namensträger
Der oströmische Geschichtsschreiber Priskos erwähnt einen König der Skythen (worunter die Hunnen zu verstehen sind, da Priskos einen stark an den klassizistischen Geschichtsschreibern orientierten Stil pflegte und anachronistische Begriffe benutzte) namens Balamer(os), welcher 462/463 einen Friedensvertrag mit dem oströmischen Kaiser Leo I. schloss. Er wird in der Forschung meist mit dem ostgotischen König Walamir gleichgesetzt. Tibor Schäfer schließt aus dem Kontext des Vertrages, dass es sich bei diesem Balamer um einen hunnischen Kleinkönig aus dem Kaukasusgebiet handelt, der denselben oder einen ähnlichen Namen trägt wie der Balamir bzw. Balamber von 375.